# Захарчук, Платон Платонович
Плато́н Плато́нович Захарчу́к (род. 10 сентября 1972, Набережные Челны) — советский и российский футболист, вратарь; ныне — тренер вратарей.

## Карьера
Футболом стал заниматься в родном городе с первого класса школы. Сначала был нападающим, но из-за высокого роста поставили в ворота. Первый тренер — Р. Хабиров.
В профессиональной команде — «КАМАЗ», который выступал во второй союзной лиге — с 16 лет, сначала был запасным вратарём, потом — основным. На 1992 год был призван в армию в ЦСКА, где играл за дублирующий состав (также сыграл в одном матче Высшей лиги за основную команду в Находке против местного «Океана»), после чего вернулся в «КАМАЗ», который в том году вышел из первой лиги в высшую. Отыграл в высшем дивизионе за «КАМАЗ» 4 сезона. Причём 2 последних, когда команда играла под названием «КАМАЗ-Чаллы», отыграл все матчи, и все — без замен.
Затем перешёл в волгоградский «Ротор». В 1997 году в составе «Ротора» завоевал серебряные медали чемпионата России, проведя все матчи без замен, и вошёл в Список 33 лучших футболистов чемпионата России (третье место среди вратарей).
В 2000 году мог перейти в московское «Динамо», уже даже подписал контракт, но переход в итоге не состоялся, и Захарчук оказался в саратовском «Соколе». В матче 1/8 финала Кубка России-2000/01 против уреньского «Энергетика» отразил четыре послематчевых пенальти.
С 2001 года — в «Локомотиве» (Москва). В 2002 году за дублирующий состав «Локомотива» забил гол, подключившись к атаке после подачи углового, в концовке матча со «Спартаком».
В 2002—2004 годах вновь играл за «Сокол». Перед началом сезона 2005 года подписал двухлетний контракт с ярославским «Шинником», однако за «Шинник» провёл всего несколько матчей в высшем дивизионе и был отдан в аренду в «КАМАЗ», после чего был выкуплен родным клубом, в котором, заключив контракт на три года, он и заканчивал карьеру, будучи капитаном команды. В марте 2009 года объявил о завершении карьеры игрока.
Всего в высшем дивизионе чемпионата России выступая за «КАМАЗ», «Ротор», «Локомотив», «Сокол», «Шинник», ЦСКА, провёл 202 матча. В Первом дивизионе сыграл в 117 матчах («КАМАЗ», «Сокол»).
Участник двух летних Универсиад (1993 в Буффало, США — 5 матчей, 1995 в Фукуоке, Япония — 6 матчей) в составе студенческой сборной России (обе команды — и в 1993 и в 1995 году — были составлены на базе ФК «КАМАЗ»), с которой завоевал бронзу на играх в Фукуоке. Участник Кубка Интертото-96 (6 матчей), Кубка УЕФА-97/98 (6 матчей).
Вызывался на предыгровые сборы в главную команду страны, но ни одного матча сыграть не довелось.
В течение двух с половиной лет после окончания карьеры игрока занимался торговым бизнесом.
22 июля 2011 года назначен тренером вратарей «КАМАЗа». В середине декабря 2011 года перешёл в оренбургский «Газовик» вслед за главным тренером Робертом Евдокимовым на должность тренера вратарей. В первой половине 2024 года, после прихода в оренбургскую команду (к тому времени стала носить название города) тренера по вратарям Юрия Окрошидзе, Захарчук был во второй команде «Оренбурга», после чего дорогостоящий по меркам Второй лиги контракт клубом было решено не продлевать. Проработал в оренбургском клубе 12 лет, когда его, помимо Евдокимова, возглавляли такие тренеры как Владимир Федотов, Марцел Личка, и Давид Деограсия.
С июня по сентябрь 2024 года — в тренерском штабе Евдокимова в «Кубани».
Затем снова — тренер вратарей «Оренбурга-2».
Летом 2025 года вернулся в «КАМАЗ».
Окончил Волгоградскую государственную архитектурно-строительную академию. Имеет лицензию Высшей школы тренеров.

## Достижения
- Полуфиналист кубка Интертото: 1996
- Серебряный призёр чемпионата России 1997 года
- Победитель первого российского дивизиона первенства России 2000
- Победитель зонального турнира Второй низшей лиги СССР: 1990

## Личная жизнь
Женился в 1996 году. Супруга Алёна. Двое детей: дочь и сын Платон (футболист).